# Koningsstraat (Amsterdam)
De Koningsstraat, soms foutief als Koningstraat geschreven, is een straat in de Nieuwmarktbuurt in Amsterdam.
De Koningsstraat loopt vanaf de Nieuwmarkt in zuidoostelijke richting naar de Oudeschans. De straat wordt doorsneden door de Kromboomssloot en door verschillende steegjes: de Brandewijnsteeg, het Zakslootje en de Koningsdwarsstraat. Het gedeelte van de straat ten oosten van de Kromboomssloot draagt de naam Korte Koningsstraat.
In de Koningsstraat is een in- en uitgang van metrostation Nieuwmarkt.

## Gebouwen
Vijf panden in de straat zijn aangemerkt als rijksmonument. Hieronder bevindt zich het pand aan Koningsstraat 27 dat herinnert aan de Armeense gemeenschap in deze buurt vanaf eind 16e eeuw. Het pand heeft een gevelsteen met een afbeelding van een miskelk en een opschrift in het Armeens dat onder andere het bouwjaar 1765 vermeldt. Dit huis werd door de Armeense priester Johannes de Minas bewoond.
De Branderij op de hoek met de Kromboomssloot, de voormalige koffiebranderij van Alex Meijer & Co., werd begin 20e eeuw ontworpen door architect E.M. Rood (1851–1929). Het gebouw in sobere jugendstil is nu een gemeentelijk monument. Naast de Branderij, aan de Kromboomssloot, staat het oude pakhuis Schottenburg.
Het gedeelte rond de metroingang bestaat uit nieuwbouw uit de jaren 1980, ontworpen door Theo Bosch. Het complex omvat een winkelgalerij met onder meer kleine winkels, restaurants en ateliers.

## Geschiedenis
Begin 16e eeuw werd het gebied waar de Koningsstraat zich nu bevindt in gebruik genomen als havengebied, de zogenaamde Lastage. Tijdens archeologisch onderzoek in de Koningsstraat in 1975 zijn ophogingslagen en kadestructuren uit de 16e eeuw aangetroffen.
Eind 16e eeuw werden de werven van de Lastage onteigend door het stadsbestuur en werd een woonwijk aangelegd, waarbij onder meer de Koningsstraat ontstond. De naamgeving van deze nieuwe straten in de Lastage (Jonkerstraat, Ridderstraat, Keizersstraat en Koningsstraat) is het vroegste voorbeeld in Nederland van straatnaamgeving door een overheid. De naamkeuzes waren ongebruikelijk omdat Nederland in die tijd een republiek was. De namen hadden niets te maken met de ligging van de buurt, met de eigenaren van de grond of met haar bewoners.
Vanaf eind 16e eeuw vestigde een omvangrijke Armeense minderheid zich in de buurt, waaronder in de Koningsstraat. Er bestaat een inventarislijst uit 1703 van een Armeens-Apostolische schuilkerk in de Koningsdwarsstraat. Het huidige rijksmonument aan Koningsstraat 27 uit 1765 werd door de Armeense priester Johannes de Minas bewoond.
De straat lag in de voormalige Jodenbuurt en had een groot aantal Joodse bewoners. Tijdens de Tweede Wereldoorlog werd een aantal Joodse bewoners door de Duitse bezetters afgevoerd naar concentratiekampen, waar de meesten omkwamen.
Bij de bouw van de Amsterdamse metro werd een aantal huizen in de straat gesloopt. Rond de metro-ingang in de straat werd in de jaren 1980 een nieuwbouwcomplex gerealiseerd, ontworpen door Theo Bosch, die verantwoordelijk was voor een groot aantal nieuwbouwprojecten in de buurt naar aanleiding van de metrobouw. Het complex van woningen, winkels en een parkeergarage omvat een winkelgalerij aan de straat zelf en een passage naar een binnenterrein waaraan de meeste woningen liggen. Door overlast van onder meer drugsgebruikers werd het oorspronkelijke ontwerp van Bosch al snel aangepast: binnenplaatsen en trapopgangen werden afgesloten, en de halfopen portieken in de winkelgalerij zijn verdwenen.

## Bekende bewoners
- Willem Cornelisz. Duyster (1599-1635), kunstschilder, woonde in de Koningsstraat
- Willem van de Velde de Oude (1611-1693), kunstschilder, woonde in de Korte Koningstraat
- Michiel Nouts (1628-1693), kunstschilder en stadsbeiaardier, woonde in de Korte Koningsstraat[7]
- Adriaen van de Velde (1636-1672), kunstschilder, woonde in de Korte Koningsstraat
- Ed van der Elsken (1925-1990), fotograaf, cineast, woonde in de Koningsstraat (nr. 5, 3e etage)